# Gipcy
Gipcy är en kommun i departementet Allier i regionen Auvergne-Rhône-Alpes i de centrala delarna av Frankrike. Kommunen ligger  i kantonen Souvigny som ligger i arrondissementet Moulins. År 2022 hade Gipcy 236 invånare.

## Befolkningsutveckling
Antalet invånare i kommunen Gipcy
Referens: INSEE